# مستشارية الرايخ
مستشارية الرايخ (بالألمانية:Reichskanzlei) هي إدارة خدمات الرايخ الألماني و يخلف مستشارية الإمبراطورية من 1871إلى1918، تم بناء مقر جديد للرايخ في عام 1939 ودمر في عام 1945 من قبل الجيش الأحمر.
وقد حل محله في عام 1949 المستشارية الاتحادية (Bundeskanzleramt) في ألمانيا الغربية.

## التاريخ

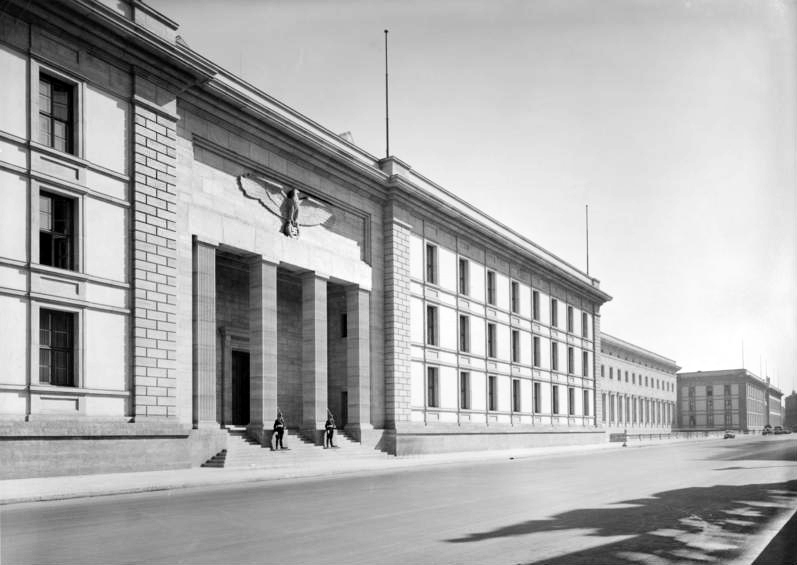
المبنى الجديد لمستشارية الرايخ الثالث

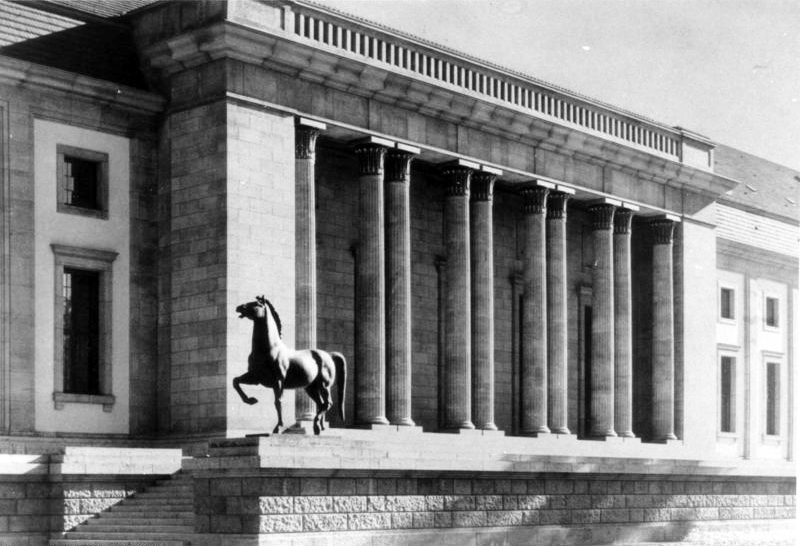
الشرفة المؤدية للحديقة

تم تنظيم وليمة في المستشارية يوم 1 مايو 1937 لجائزة الأمة الألمانية للفنون و العلوم.استقبل أدولف هتلر المخرج فايت هارلان، الذي يحضر الحفل هو وحشد من مئات الآلاف من الأشخاص تجمعوا حول القصر حيث حياهم هتلر من الشرفة. ووجهت الدعوة إلى مسؤولين نازيين والعديد من الشخصيات العالمية الفنية. وعقدت وليمة في الحديقة، وكانت تقدم مجموعة من قطع الصليب المعقوف النازي في شكل شوكولاتة.

## الهندسة
هناك غرفة للاحتفالات، تصل إلى الحدائق عبر شرفة.
في عام 1937، المستشار هتلر اقتلع أشجار البلوط في الحديقة التي كانت هناك منذ عهد البسمارك، لبناء "مبنى لاستيعاب SS "، والتي سوف تمنع هجمات القناصة.و أيضا لتزين المستشارية بتماثيل أرنو برايكا.

## مباني أخرى

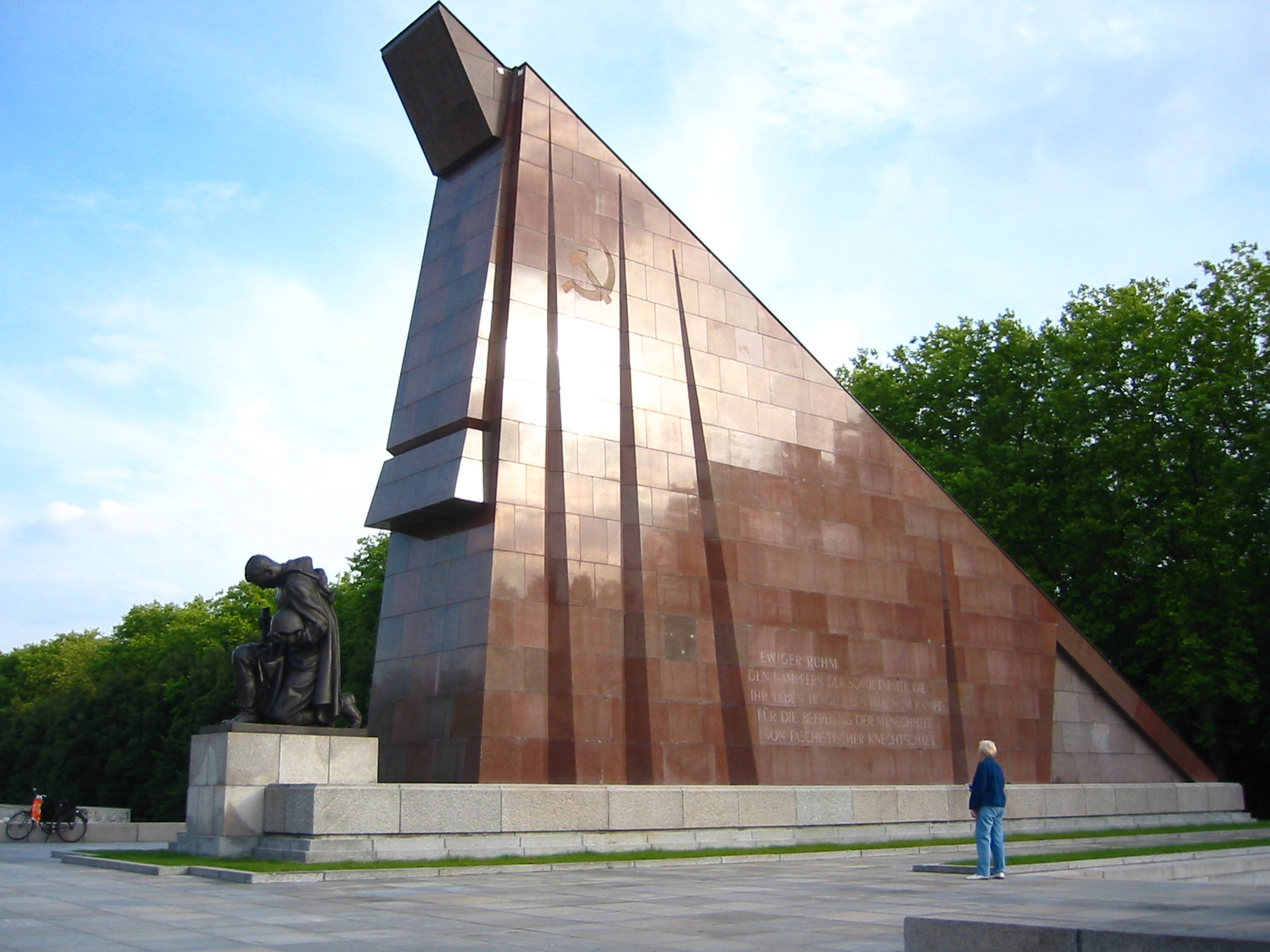
نصب تذكاري للمبنى

يشير مصطلح Reichskanzlei أيضا إلى المباني التي يقيم فيها الأشخاص الهامين بما في ذلك الحكومة الألمانية التي تقع في برلين في قصر شولنبرغ أو (قصر رادزيويل) على فيلهالمبلاتز.
ومع ذلك، فإن أكثر مبنى معروف من هذه المباني هو Neue Reichskanzleiالذي تم بنائه بأمر من هتلر والذي انتحر فيه (وتحديدا في الفوهرربنكر) 30 أبريل 1945. ولحقت به أضرار بالغة في معركة برلين،و هدم المبنى بعد فترة وجيزة من ذلك.